# Wilhelm Gottlieb Schneider
Pour les articles homonymes, voir Schneider.
Wilhelm Gottlieb Schneider est un entomologiste, un botaniste et un mycologue allemand, né en 1814 à Breslau et mort en 1889 dans la même ville.

## Liste partielle des publications
- 1851 : Symbolae ad monographiam generis chrysopae, Leach. Sexaginta picturarum tabulis, in lapide acu delineatis, quarum quinquaginta quatuor coloribus impressae sunt, Brastilava : 178 p.